# Onderzoeksopzet
Een onderzoeksopzet, research design of design of experiment is de planning van de uit te voeren stappen van wetenschappelijk onderzoek. De termen research design (RD) en design of experiment (DOE) worden vooral gebruikt in het wetenschappelijk onderzoek en onderwijs.
De onderzoeksopzet beschrijft onder welke voorwaarden wat voor objecten, welke attributen en variabelen zullen worden onderzocht, bijvoorbeeld materiaal en eigenschappen, personen en gedrag.
Elke stap, elk alternatief wordt beschreven. Het opstellen van een goede onderzoeksopzet is van belang om statistisch onderbouwde conclusies te kunnen trekken uit de resultaten van het onderzoek. Het wordt in alle wetenschappen gebruikt, zowel in de natuurwetenschappen, zoals in de natuurkunde, genetica, aardwetenschappen en bodemonderzoek, als in psychologie, sociologie. 
Gebruik van statistische methodes om de onderzoeksresultaten te interpreteren, is daarbij een essentieel onderdeel. Het gaat daarbij vooral om een ingewikkelder onderzoeksopzet, waarbij men meer factoren, afhankelijke variabelen, wil onderzoeken.

## Stappen in de onderzoeksopzet
Het onderzoeksproces kent zeven stappen:
1. Bewustmaking over een vraag in het onderzoeksgebied
2. Bestudeer de literatuur over wat al bekend is (literatuur-review)
3. Formuleer een specifieke onderzoeksvraag
4. Definieer de variabelen en ontwerp hypotheses die getoetst kunnen worden
5. Ontwerp de onderzoeksopzet
6. Verzamel de gegevens en analyseer deze
7. Trek conclusies betreffende de juistheid of onjuistheid van de hypothese

## Voorbeelden
- Het onderzoek van Gregor Mendel naar erfelijke eigenschappen van erwten.
- Een fabrikant wil onderzoeken welke factoren de snoepverkoop bepalen. Zo wil hij weten of de kleur, vorm en de grootte van de verpakking van invloed is op de verkoop van hun snoep. Er wordt een zesveldentabel opgesteld met voor de drie factoren vorm, kleur en grootte telkens twee varianten. Statistische analyse van de verkoopresultaten van de zes varianten kan dan bepalen of de factoren invloed hebben, eventueel in een onderlinge combinatie.